# Список іноземних громадян, які були затримані в Північній Кореї
Це список іноземних громадян, які були затримані у Північній Кореї. Зі списку виключені будь-які особи, які були затримані під час виконання дійсної військової служби та утримувались як військовополонені або військові перебіжчики. Також виключені особі, викрадені в інших країнах і доставлені до Північної Кореї.

## Затримані австралійці
| Ім'я                 | Затриманий     | Звільнений     | Дні в арешті                    | Причина затримання | Посилання   |
| -------------------- | -------------- | -------------- | ------------------------------- | --- | ----------- |
| Джон Шорт (місіонер) | 16 лютого 2014 | 3 березня 2014 | 16 лютого 2014 — 3 березня 2014 | Несанкціонована релігійна діяльність | [ 1 ]       |
| Алекс Сідні          | 25 червня 2019 | 4 липня 2019   | 25 червня 2019 — 4 липня 2019   | Шпигунство, був заарештований під час навчання в Пхеньяні After negotiations through the Swedish embassy in North Korea, he was released. | [ 5 ] [ 6 ] |

## Затримані громадяни США
| Ім'я        | Затриманий    | Звільнений   | Дні в арешті    | Причина затримання       | Посилання |
| ----------- | ------------- | ------------ | --------------- | ------------------------ | --------- |
| Тревіс Кінґ | 18 липня 2023 | У затриманні | з 18 липня 2023 | [ 7 ] [ 8 ] [ 9 ] [ 10 ] |           |

## Інші затримані іноземні громадяни
| Ім'я        | Країна        | Затриманий           | Звільнений      | Дні в арешті | Причина затримання                                                                                                 | Посилання     |
| ----------- | ------------- | -------------------- | --------------- | --- | --- | ------------- |
| Алі Ламеда  | Вересень 1967 | 27 вересня 1974 року | ~2,555          | Комуніст і перекладач, який працює в міністерстві закордонних справ Північної Кореї, як повідомляється, за те, що пожартував над Кім Ір Сеном на офіційному бенкеті. В інтерв’ю 1975 року Ламеда заявив, що його затримання могло бути результатом тиску з боку Комуністичної партії Куби після того, як Комуністична партія Венесуели вирішила прийняти умиротворення і відмовитися від зброї. | [ 11 ] [ 12 ] |               |
| Лім Хьон Су |               | лютий 2015           | 9 серпня 2017   | ~лютий 2015 — 9 серпня 2017 | «Заподіяння шкоди гідності вищого керівництва, спроба використати релігію для знищення північнокорейської системи» | [ 13 ]        |
| Жак Седілло |               | вересень 1967        | 27 вересня 1974 | ~2,555 | Те саме походження, що й Алі Ламеда, див. вище                                                                     | [ 11 ] [ 12 ] |